# Bilino Polje
Het Bilino Polje is een stadion dat als thuisbasis dient van de voetbalclub NK Čelik uit Zenica, Bosnië en Herzegovina. Het is, naast het Asim Ferhatović Hasestadion in Sarajevo, een van de twee stadions waar het nationale voetbalelftal van Bosnië en Herzegovina regelmatig interlands speelt. Het wordt ook regelmatig gebruikt door het Bosnisch nationaal rugbyteam. Het stadion werd in 1972 geopend en in 2009 gerenoveerd. Het biedt plaats aan 15.292 toeschouwers.

## Interlands
Het Bosnisch voetbalelftal speelt geregeld interlands in het Bilino Polje.
| 1  | 17 april 1974     | Joegoslavië – Sovjet-Unie             | 0 – 1 | Oefeninterland      |
| 2  | 27 maart 1985     | Joegoslavië – Luxemburg               | 1 – 0 | WK-kwalificatie     |
| 3  | 24 april 1996     | Bosnië en Herzegovina – Albanië       | 0 – 0 | Oefeninterland      |
| 4  | 29 maart 2000     | Bosnië en Herzegovina – Macedonië     | 1 – 0 | Oefeninterland      |
| 5  | 28 februari 2001  | Bosnië en Herzegovina – Hongarije     | 1 – 1 | Oefeninterland      |
| 6  | 7 oktober 2001    | Bosnië en Herzegovina – Liechtenstein | 5 – 0 | WK-kwalificatie     |
| 7  | 29 maart 2003     | Bosnië en Herzegovina – Luxemburg     | 2 – 0 | EK-kwalificatie     |
| 8  | 6 september 2003  | Bosnië en Herzegovina – Noorwegen     | 1 – 0 | EK-kwalificatie     |
| 9  | 28 april 2004     | Bosnië en Herzegovina – Finland       | 1 – 0 | Oefeninterland      |
| 10 | 8 september 2004  | Bosnië en Herzegovina – Spanje        | 1 – 1 | WK-kwalificatie     |
| 11 | 3 september 2005  | Bosnië en Herzegovina – België        | 1 – 0 | WK-kwalificatie     |
| 12 | 8 oktober 2005    | Bosnië en Herzegovina – San Marino    | 3 – 0 | WK-kwalificatie     |
| 13 | 6 september 2006  | Bosnië en Herzegovina – Hongarije     | 1 – 3 | EK-kwalificatie     |
| 14 | 11 oktober 2006   | Bosnië en Herzegovina – Griekenland   | 0 – 4 | EK-kwalificatie     |
| 15 | 26 maart 2008     | Bosnië en Herzegovina – Macedonië     | 2 – 2 | Oefeninterland      |
| 16 | 1 juni 2008       | Bosnië en Herzegovina – Azerbeidzjan  | 1 – 0 | Oefeninterland      |
| 17 | 20 augustus 2008  | Bosnië en Herzegovina – Bulgarije     | 1 – 2 | Oefeninterland      |
| 18 | 10 september 2008 | Bosnië en Herzegovina – Estland       | 7 – 0 | WK-kwalificatie     |
| 19 | 15 oktober 2008   | Bosnië en Herzegovina – Armenië       | 4 – 1 | WK-kwalificatie     |
| 20 | 1 april 2009      | Bosnië en Herzegovina – België        | 2 – 1 | WK-kwalificatie     |
| 21 | 9 september 2009  | Bosnië en Herzegovina – Turkije       | 1 – 1 | WK-kwalificatie     |
| 22 | 14 oktober 2009   | Bosnië en Herzegovina – Spanje        | 2 – 5 | WK-kwalificatie     |
| 23 | 18 november 2009  | Bosnië en Herzegovina – Portugal      | 0 – 1 | WK-kwalificatie     |
| 24 | 26 maart 2011     | Bosnië en Herzegovina – Roemenië      | 2 – 1 | EK-kwalificatie     |
| 25 | 7 juni 2011       | Bosnië en Herzegovina – Albanië       | 2 – 0 | EK-kwalificatie     |
| 26 | 6 september 2011  | Bosnië en Herzegovina – Wit-Rusland   | 1 – 0 | EK-kwalificatie     |
| 27 | 7 oktober 2011    | Bosnië en Herzegovina – Luxemburg     | 5 – 0 | EK-kwalificatie     |
| 28 | 11 november 2011  | Bosnië en Herzegovina – Portugal      | 0 – 0 | EK-kwalificatie     |
| 29 | 11 september 2012 | Bosnië en Herzegovina – Letland       | 4 – 1 | WK-kwalificatie     |
| 30 | 16 oktober 2012   | Bosnië en Herzegovina – Litouwen      | 3 – 0 | WK-kwalificatie     |
| 31 | 22 maart 2013     | Bosnië en Herzegovina – Griekenland   | 3 – 1 | WK-kwalificatie     |
| 32 | 6 september 2013  | Bosnië en Herzegovina – Slowakije     | 0 – 1 | WK-kwalificatie     |
| 33 | 11 oktober 2013   | Bosnië en Herzegovina – Liechtenstein | 4 – 1 | WK-kwalificatie     |
| 34 | 9 september 2014  | Bosnië en Herzegovina – Cyprus        | 1 – 2 | EK-kwalificatie     |
| 35 | 13 oktober 2014   | Bosnië en Herzegovina – België        | 1 – 1 | EK-kwalificatie     |
| 36 | 12 juni 2015      | Bosnië en Herzegovina – Israël        | 3 – 1 | EK-kwalificatie     |
| 37 | 6 september 2015  | Bosnië en Herzegovina – Andorra       | 3 – 0 | EK-kwalificatie     |
| 38 | 10 oktober 2015   | Bosnië en Herzegovina – Wales         | 2 – 0 | EK-kwalificatie     |
| 39 | 13 november 2015  | Bosnië en Herzegovina – Ierland       | 1 – 1 | EK-kwalificatie     |
| 40 | 6 september 2016  | Bosnië en Herzegovina – Estland       | 5 – 0 | WK-kwalificatie     |
| 41 | 10 oktober 2016   | Bosnië en Herzegovina – Cyprus        | 2 – 0 | WK-kwalificatie     |
| 42 | 25 maart 2017     | Bosnië en Herzegovina – Gibraltar     | 5 – 0 | WK-kwalificatie     |
| 43 | 9 juni 2017       | Bosnië en Herzegovina – Griekenland   | 0 – 0 | WK-kwalificatie     |
| 44 | 28 mei 2018       | Bosnië en Herzegovina – Montenegro    | 0 – 0 | Vriendschappelijk   |
| 45 | 11 september 2018 | Bosnië en Herzegovina – Oostenrijk    | 1 – 0 | UEFA Nations League |
| 46 | 26 maart 2019     | Bosnië en Herzegovina – Griekenland   | 2 – 2 | EK-kwalificatie     |
| 47 | 5 september 2019  | Bosnië en Herzegovina – Liechtenstein | 5 – 0 | EK-kwalificatie     |
| 48 | 12 oktober 2019   | Bosnië en Herzegovina – Finland       | 4 – 1 | EK-kwalificatie     |
| 49 | 15 november 2019  | Bosnië en Herzegovina – Italië        | 0 – 3 | EK-kwalificatie     |
| 50 | 7 september 2020  | Bosnië en Herzegovina – Polen         | 1 – 2 | UEFA Nations League |
| 51 | 11 oktober 2020   | Bosnië en Herzegovina – Nederland     | 0 – 0 | UEFA Nations League |
| 52 | 27 maart 2021     | Bosnië en Herzegovina – Costa Rica    | 0 – 0 | Vriendschappelijk   |
| 53 | 4 september 2021  | Bosnië en Herzegovina – Koeweit       | 1 – 0 | Vriendschappelijk   |
| 54 | 7 september 2021  | Bosnië en Herzegovina – Kazachstan    | 2 – 2 | WK-kwalificatie     |
| 55 | 13 november 2021  | Bosnië en Herzegovina – Finland       | 1 – 3 | WK-kwalificatie     |
| 56 | 16 november 2021  | Bosnië en Herzegovina – Oekraïne      | 0 – 2 | WK-kwalificatie     |
| 57 | 25 maart 2022     | Bosnië en Herzegovina – Georgië       | 0 – 1 | Vriendschappelijk   |
| 58 | 29 maart 2022     | Bosnië en Herzegovina – Luxemburg     | 1 – 0 | Vriendschappelijk   |
| 59 | 7 juni 2022       | Bosnië en Herzegovina – Roemenië      | 1 – 0 | UEFA Nations League |
| 60 | 14 juni 2022      | Bosnië en Herzegovina – Finland       | 3 – 2 | UEFA Nations League |
| 61 | 23 september 2022 | Bosnië en Herzegovina – Montenegro    | 1 – 0 | UEFA Nations League |
| 62 | 23 maart 2023     | Bosnië en Herzegovina – IJsland       | 3 – 0 | EK-kwalificatie     |
| 63 | 20 juni 2023      | Bosnië en Herzegovina – Luxemburg     | 0 – 2 | EK-kwalificatie     |
| 64 | 8 september 2023  | Bosnië en Herzegovina – Liechtenstein | 2 – 1 | EK-kwalificatie     |
| 65 | 16 oktober 2023   | Bosnië en Herzegovina – Portugal      | 0 – 5 | EK-kwalificatie     |
| 66 | 19 november 2023  | Bosnië en Herzegovina – Slowakije     | 1 – 2 | EK-kwalificatie     |